# Melomys
A Melomys az emlősök (Mammalia) osztályának rágcsálók (Rodentia) rendjébe, ezen belül az egérfélék (Muridae) családjába tartozó nem.

## Rendszerezés
A nembe az alábbi 23 faj tartozik (ezekből egyet 2019-ben kihaltnak nyilvánítottak):
- Melomys aerosus Thomas, 1920
- Melomys arcium Thomas, 1913
- Melomys bannisteri Kitchener & Maryanto, 1993
- Bougainville-mozaikfarkú-patkány (Melomys bougainville) Troughton, 1936
- közönséges mozaikfarkú-patkány (Melomys burtoni) Ramsay, 1887
- Melomys capensis Tate, 1951
- Melomys caurinus Thomas, 1921
- Melomys cervinipes Gould, 1852
- Melomys cooperae Kitchener, in Kitchener & Maryanto, 1995
- Melomys dollmani Rümmler, 1935
- serami mozaikfarkú-patkány (Melomys fraterculus) Thomas, 1920
- Melomys frigicola Tate, 1951
- Melomys fulgens Thomas, 1920
- Melomys howi Kitchener, in Kitchener & Suyanto, 1996
- Melomys leucogaster Jentink, 1908
- Melomys lutillus Thomas, 1913
- Melomys matambuai Flannery, Colgan, & Trimble, 1994
- Melomys obiensis Thomas, 1911
- Melomys paveli Helgen, 2003
- †korallszirti mozaikfarkú-patkány (Melomys rubicola) Thomas, 1924

Az illetékes ausztrál minisztérium 2019. február 19-én hivatalosan kihaltnak nyilvánította. Már állatkertben sem található egyetlen példánya sem.
- Melomys rufescens Alston, 1877 – típusfaj; szinonimája: Melomys gracilis
- Melomys spechti Flannery & Wickler, 1990
- Melomys talaudium Thomas, 1921